# Fed Cup 2015 Wereldgroep II play-offs
De Fed Cup 2015 Wereldgroep II play-offs vormden een naspel van de Fed Cup 2015, waarin promotie en degradatie tussen enerzijds Wereldgroep II en anderzijds de regionale zones werden bevochten.
De wedstrijden vonden plaats op 18 en 19 april 2015.

## Reglement
De vier verliezende teams van Wereldgroep II en vier, door het ITF Fed Cup comité aangewezen, winnaars uit de drie regionale zonegroepen 1 nemen aan dit naspel deel. Het ITF Fed Cup comité bepaalt welke vier landen geplaatst worden, aan de hand van de ITF Fed Cup Nations Ranking. Hun tegenstanders worden door loting bepaald. Welk land thuis speelt, hangt af van hun vorige ontmoeting (om de andere), dan wel wordt door loting bepaald als zij niet eerder tegen elkaar speelden. Een landenwedstrijd bestaat uit (maximaal) vijf "rubbers": vier enkelspelpartijen en een dubbelspelpartij. Het land dat drie "rubbers" wint, is de winnaar van de landenwedstrijd. De vier winnende landen plaatsen zich voor de Fed Cup Wereldgroep II in het jaar erop. De vier verliezende landen zullen in het volgend jaar deelnemen in groep 1 van hun regionale zone.

## Deelnemers
In 2015 namen de volgende acht landen deel aan de Wereldgroep II play-offs:
- Paraguay (won van Brazilië in de Amerikaanse zone)
- Japan (won van Kazachstan in de Aziatisch/Oceanische zone)
- Servië (won van Kroatië in de Europees/Afrikaanse zone)
- Wit-Rusland (won van Groot-Brittannië in de Europees/Afrikaanse zone)
- Argentinië (verloor van Verenigde Staten in Wereldgroep II)
- Slowakije (verloor van Nederland in Wereldgroep II)
- Spanje (verloor van Roemenië in Wereldgroep II)
- Zweden (verloor van Zwitserland in Wereldgroep II)

## Plaatsing, loting en uitslagen
Geplaatste teams hebben het plaatsingcijfer tussen haakjes.
| locatie      | ondergrond    | thuisspelend land | uitslag | uitspelend land |
| ------------ | ------------- | ----------------- | ------- | --------------- |
| Novi Sad     | hardcourt (i) | Servië (1)        | 4-1     | Paraguay        |
| Bratislava   | gravel (i)    | Slowakije (2)     | 4-0     | Zweden          |
| Tokio        | hardcourt (i) | Japan (3)         | 2-3     | Wit-Rusland     |
| Buenos Aires | gravel        | Argentinië        | 0-4     | Spanje (4)      |

### Vervolg
- Slowakije en Spanje handhaafden hun niveau, en bleven in Wereldgroep II.
- Servië en Wit-Rusland promoveerden van hun regionale zone in 2015 naar Wereldgroep II in 2016.
- Japan en Paraguay wisten niet te ontstijgen aan hun regionale zone.
- Argentinië en Zweden degradeerden van Wereldgroep II in 2015 naar hun regionale zone in 2016.